# Jakob Balling
Jakob Leth Balling, född den 11 februari 1928 i Aarhus, död där den 13 januari 2012, var en dansk kyrkohistoriker. Han var kusin till Erik Balling.
Balling blev student från Sorø Akademi 1945 och candidatus theologiae vid Köpenhamns universitet 1952. Han var elev till Hal Koch. Balling blev doctor theologiae 1963 och året efter professor vid Aarhus universitet. Han lämnade professuren som emeritus 1998. 
Bland hans verk kan nämnas Poeterne som kirkelærere (1983), som handlar om diktarna Dante och Milton, Kristendommen (1986) och Historisk kristendom (2003). Han utgav Kirken og Europa (2000).